# Cierva Autogiro Company
Cierva Autogiro Company byla britská firma založená v roce 1926 za účelem výroby vírníků a posléze vrtulníků. Společnost byla financována skotským průmyslníkem a aviatikem Jamesem G. Weirem a pokračovala v konstrukcích návrhů španělského leteckého inženýra a pilota Juana de la Ciervy.
Po havárii dobové největší helikoptéry Cierva W.11 Air Horse v červnu 1950, při níž zahynuli 3 lidé , James George Weir zastavil financování společnosti. Firmu Cierva Autogiro Company pak odkoupil britský podnik Saunders-Roe v roce 1951.

## Vyráběná letadla
- Cierva C.8 - vírník
- Cierva C.9 - vírník
- Cierva C.10

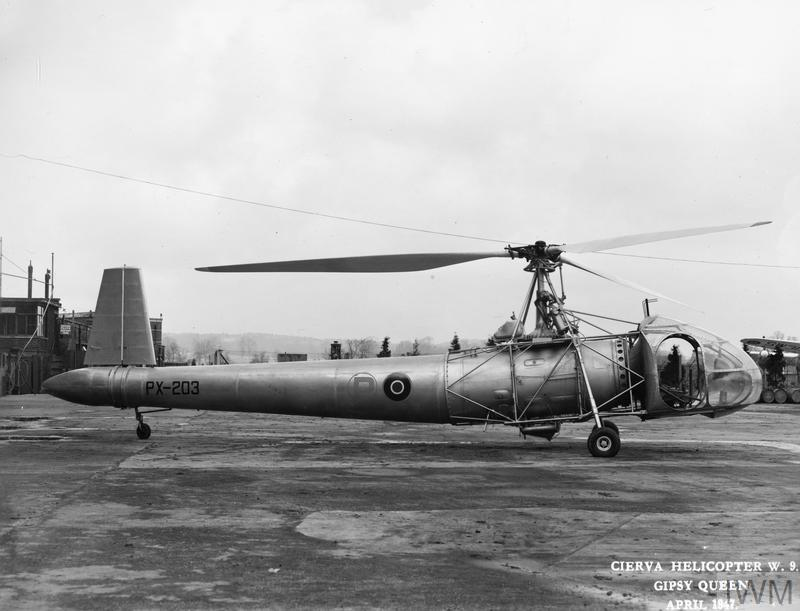
Cierva W.9

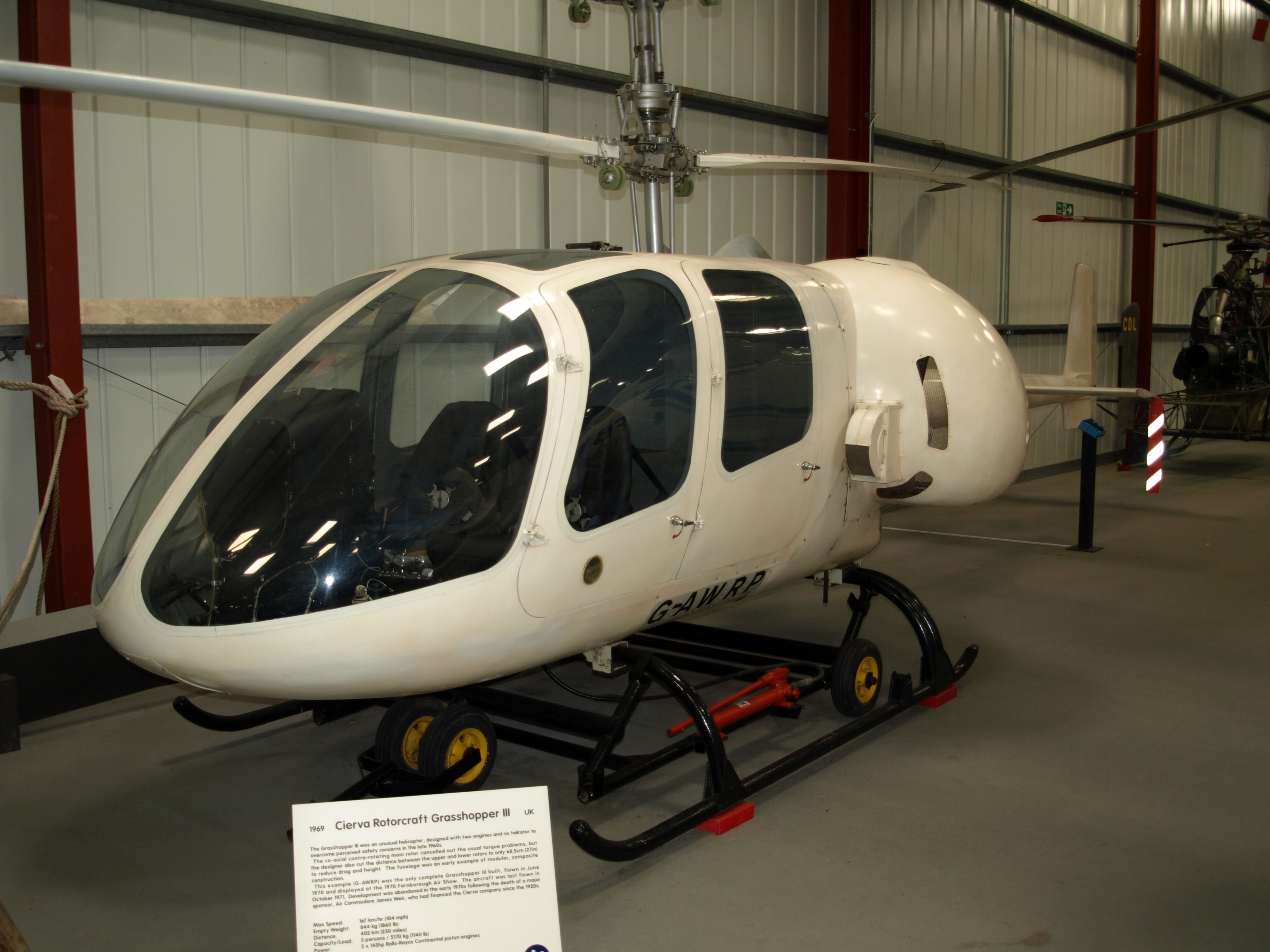
Cierva CR.LTH-1

- Cierva C.12 - první let v roce 1929, první vírník s plováky
- Cierva C.14
- Cierva C.17 - vírník
- Cierva C.19 - vírník
- Cierva C.21 - vírník
- Cierva C.24 - vírník
- Cierva C.25
- Cierva C.29 - vírník
- Cierva C.30A - vírník
- Cierva C.33
- Cierva C.38
- Cierva C.40 - vírník
- Cierva W.5 - první let v roce 1938, vrtulník se dvěma nosnými rotory
- Cierva W.6 - první let v roce 1939, vrtulník se dvěma nosnými rotory
- Cierva W.9 - první let v roce 1945, experimentální vrtulník, postaven 1 kus
- Cierva W.11 Air Horse - první let v roce 1948, těžký vrtulník se třemi nosnými rotory vycházející z typu W.6, postaveny 2 kusy
- Cierva CR.LTH-1 - pětisedadlový vrtulník, který uskutečnil první let v roce 1969
- Cierva W.14 Skeeter - první let v říjnu 1948, od roku 1951 jako Saunders-Roe Skeeter[2]

## Galerie

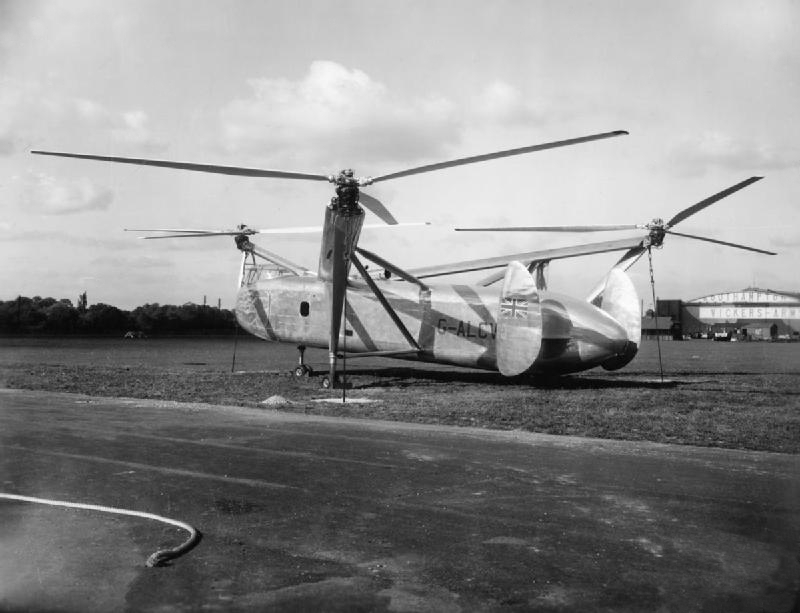
Cierva W.11 Air Horse
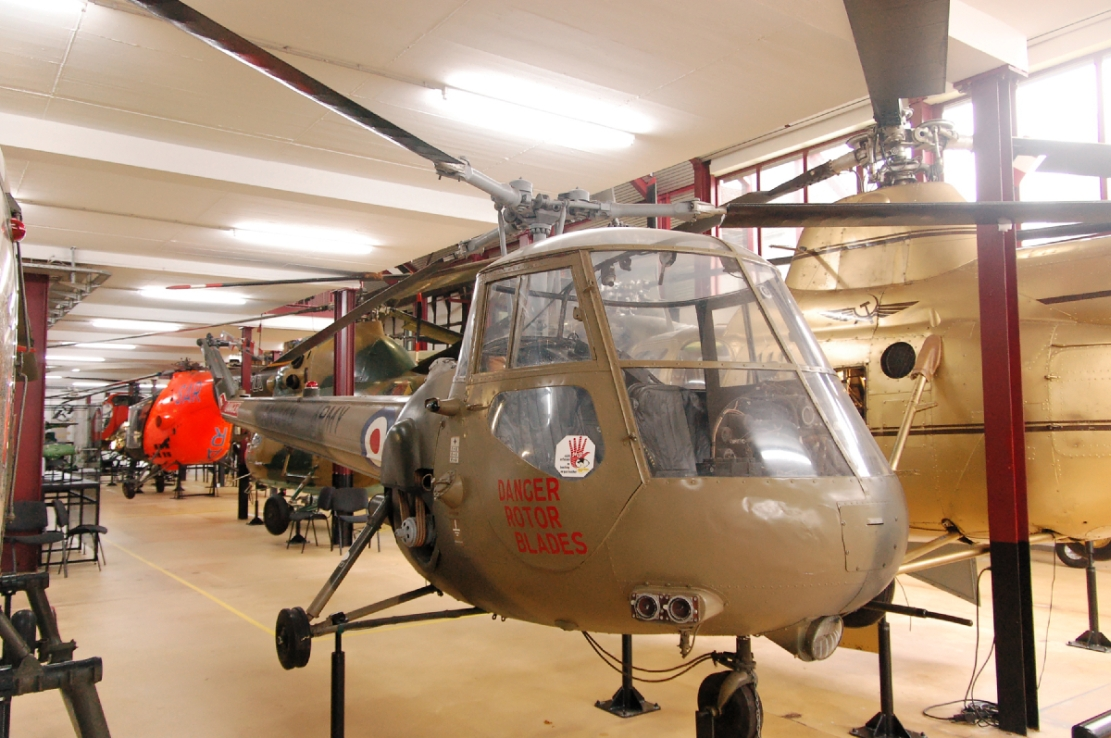
Cierva W.14 Skeeter
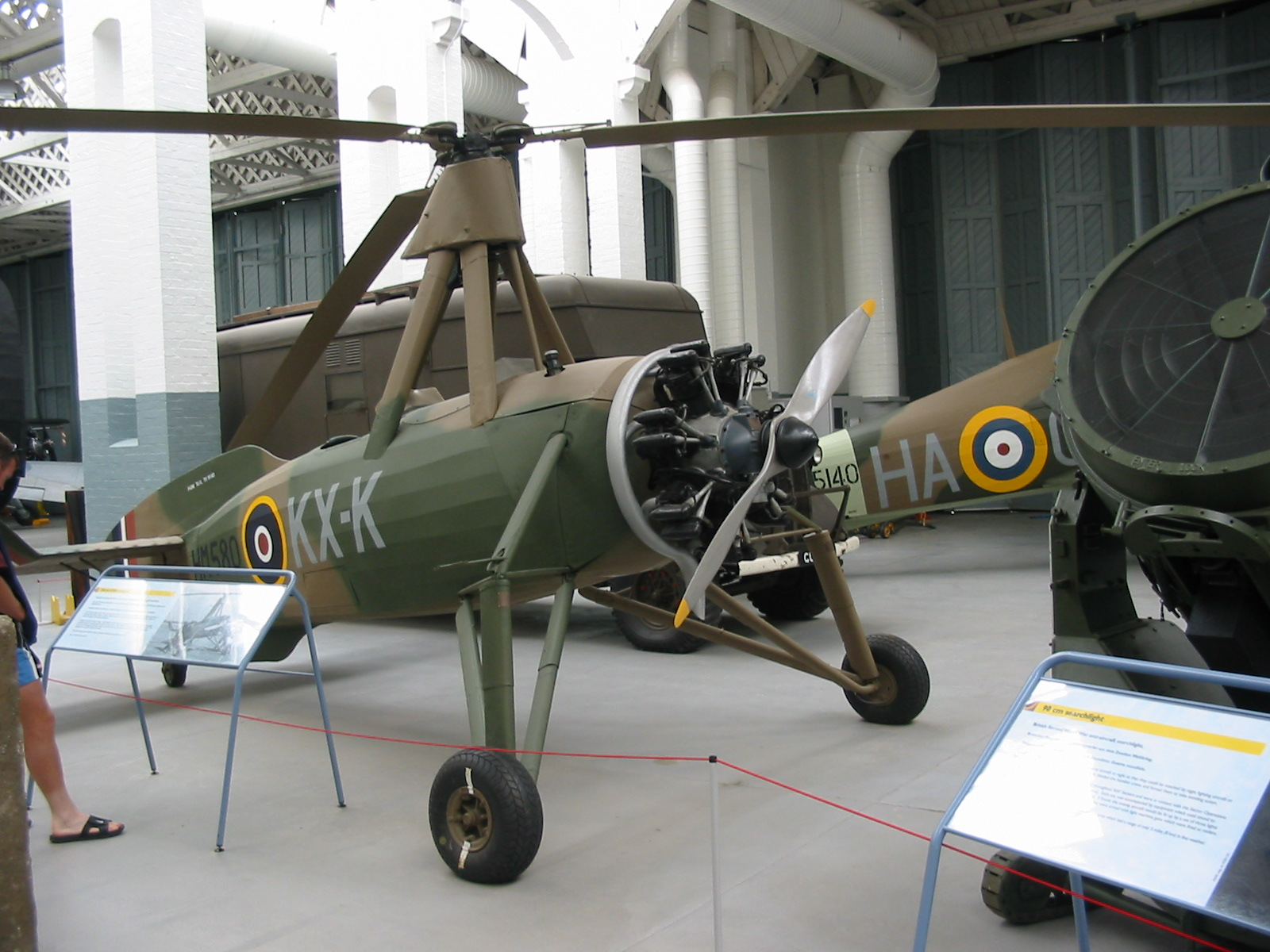
Cierva C.30
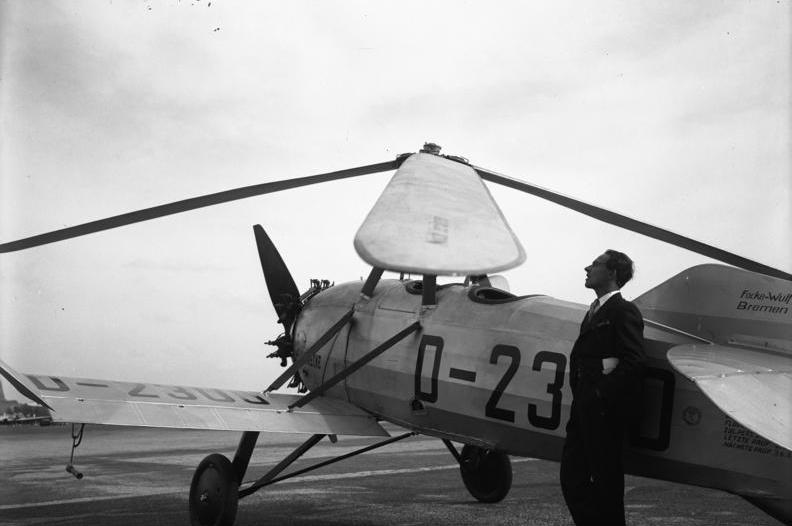
Cierva C.19